# 그라이바
그라이바(아랍어: غريبة)는 마그레브의 쿠키이다.

## 이름
마그레브 내에서도 지역에 따라 발음이 다르다. 리비아와 모로코에서는 그리바(아랍어: غريبة)로, 알제리에서는 그리비야(아랍어: غريبية)로, 튀니지에서는 그라이바(아랍어: غريبة)로 불린다. 인접한 이집트에서는 고라예바(이집트 아랍어: غريبة)로, 레반트 지역에서는 그라이베(아랍어: غريبة)로 알려져 있다.

## 같이 보기
- 구라비야
- 쿠라비에스
- 쿠라비예